# Awersja do ryzyka

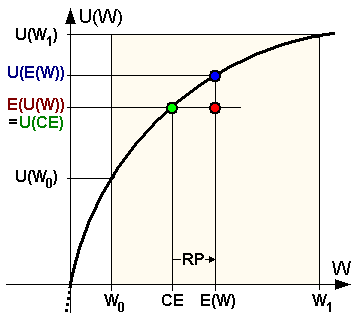
Funkcja użyteczności osoby wykazującej awersję do ryzyka; loteria między W_{0} a W_{1}

Awersja do ryzyka – pojęcie z zakresu ekonomii, szczególnie ekonomii finansowej. Jest to cecha aktorów gospodarczych, którzy mając do wyboru pewność wypłaty określonej kwoty lub loterię o wartości oczekiwanej tej samej wysokości, preferują pewną wypłatę. Matematycznie jest to związane z wklęsłą funkcją użyteczności o ujemnej drugiej pochodnej. Pewną kwotę o użyteczności odpowiadającej użyteczności wartości oczekiwanej loterii nazywa się certainty equivalent (CE w grafice).
Inwestorzy z awersją do ryzyka z dwóch inwestycji z taką samą stopą zwrotu, ale różnymi poziomami ryzyka wybiorą tę, w przypadku której ryzyko jest mniejsze.

## Przykład
Człowiek ma do wyboru dwa scenariusze, jeden z gwarantowaną wypłatą, a drugi bez. W scenariuszu gwarantowanym dana osoba otrzymuje 50 dolarów. W niepewnym scenariuszu, rzuca się monetą, aby zdecydować, czy dana osoba otrzymuje 100 dolarów, czy też nie otrzymuje nic. Oczekiwana wypłata w obu scenariuszach wynosi 50 USD, co oznacza, że osoba niewrażliwa na ryzyko nie będzie się przejmować tym, czy przyjmie gwarantowaną wypłatę, czy też zagra. Ludzie mogą jednak mieć różne nastawienie do ryzyka.
Człowiek może być:
–Bojący się ryzyka (lub unikający ryzyka) – jeśli zaakceptowałaby pewną płatność mniejszą niż 50 USD (na przykład 40 USD), zamiast podjąć grę i ewentualnie nie otrzymać nic.
–neutralny wobec ryzyka – jeśli jest obojętny pomiędzy zakładem a pewną wypłatą 50 USD.
–kochający ryzyko (lub poszukujący ryzyka) – jeśli zaakceptowaliby zakład nawet wtedy, gdy gwarantowana płatność wynosi więcej niż 50 USD (na przykład 60 USD).
Średnia wygrana w grze, znana jako jej oczekiwana wartość, wynosi $50. Najmniejsza kwota w dolarach, którą dana osoba zaakceptowałaby zamiast zakładu, nazywana jest odpowiednikiem pewności, a różnica między wartością oczekiwaną a odpowiednikiem pewności nazywana jest składką za ryzyko. Dla osób niechętnie podejmujących ryzyko jest ona dodatnia, dla osób neutralnych pod względem ryzyka jest zerowa, a dla osób kochających ryzyko ich premia za ryzyko jest ujemna.

## Użyteczność pieniądza
W teorii użyteczności oczekiwanej, agent posiada funkcję użyteczności u(c), gdzie c przedstawia wartość, jaką może otrzymać w pieniądzach lub towarach (w powyższym przykładzie c może wynosić $0 lub $40 lub $100).
Funkcja użytkowa u(c) jest zdefiniowana tylko do dodatniej transformacji afinicznej – innymi słowy, stała może być dodana do wartości u(c) dla wszystkich c, i/lub u(c) może być pomnożona przez dodatni współczynnik stały, bez wpływu na wnioski.
Agent posiada awersję do ryzyka tylko wtedy, gdy funkcja użytkowa jest wklęsła. Na przykład u(0) może wynosić 0, u(100) może wynosić 10, u(40) może wynosić 5, a dla porównania u(50) może wynosić 6.
Oczekiwana użyteczność powyższego zakładu (z 50% szansą na otrzymanie 100 i 50% szansą na otrzymanie 0) wynosi
E(u) = (u(0) + u(100))/2
a jeżeli osoba ma funkcję użytkową z u(0)=0, u(40)=5, i u(100)=10, to oczekiwana użyteczność zakładu wynosi 5, czyli tyle samo, ile znana użyteczność z kwoty 40. Stąd ekwiwalent pewności wynosi 40.
Składka za ryzyko wynosi (50$ minus 40$)=10$, lub proporcjonalnie
($50 – $40)/$40
lub 25% (gdzie 50 dolarów to spodziewana wartość ryzykownego zakładu: (). Ta premia za ryzyko oznacza, że dana osoba byłaby skłonna poświęcić aż 10 dolarów oczekiwanej wartości, aby osiągnąć doskonałą pewność co do tego, ile pieniędzy zostanie otrzymanych. Innymi słowy, osoba byłaby obojętna pomiędzy zakładem a gwarancją w wysokości 40 dolarów i wolałabym wszystko co będzie większe niż 40 dolarów w zakładzie.
W przypadku bogatszej osoby, ryzyko utraty 100 dolarów byłoby mniej znaczące, a dla tak małych kwot jego funkcja użytkowa byłaby prawdopodobnie prawie liniowa, na przykład jeśli u(0) = 0 i u(100) = 10, to u(40) może być 4.0001 i u(50) może być 5.0001.
Funkcja użytkowa dla postrzeganych zysków ma dwie kluczowe właściwości: nachylenie w górę i wklęsłość:
- Nachylenie w górę oznacza, że osoba czuje, że im więcej tym lepiej: większa otrzymana kwota daje większą użyteczność, a w przypadku ryzykownych zakładów osoba preferuje zakład, który jest stochastycznie dominujący pierwszego rzędu w stosunku do alternatywnego zakładu (to znaczy, jeśli masa prawdopodobieństwa drugiego zakładu zostanie zepchnięta na prawo do utworzenia pierwszego zakładu, wówczas preferowany jest pierwszy zakład).
- Wklęsłość funkcji użyteczności oznacza, że dana osoba jest przeciwna ryzyku: pewna kwota byłaby zawsze lepsza od zakładu obarczonego ryzykiem o tej samej oczekiwanej wartości.

## Miary awersji do ryzyka
Istnieje wiele miar awersji do ryzyka wyrażanych przez daną funkcję użytkową. Najczęściej używane do pomiaru ryzyka są wariancja lub odchylenie standardowe.
Stosunek do ryzyka możemy, również zmierzyć w następujący sposób. Zakładając, że konsument ma możliwość zainwestowania swoich pieniędzy, w grę która z prawdopodobieństwem p daje wygraną x, a z prawdopodobieństwem (1-p) daje stratę w wysokości y. W takim przypadku wartość oczekiwana powyższej gry wynosi p*x + (1-p)*y. Jej oczekiwana użyteczność natomiast wynosi: p*u(x) + (1-p)* u(y), gdzie u(x) jest użytecznością x, natomiast u(y) jest użytecznością y. Jeżeli użyteczność wartości oczekiwanej gry, czyli u[p*x + (1-p)*y] jest wyższa niż oczekiwana użyteczność gry, mówimy, że konsument posiadający daną funkcję użyteczności ma awersję do ryzyka. Zapis matematyczny:
u[p*x + (1-p)*y] > p*u(x) + (1-p)*u(y)
Istnieje także miara absolutnej awersji do ryzyka – miara Arrowa-Pratta. Do jej określenia należy policzyć pierwszą oraz drugą pochodną funkcji użyteczności konsumenta. Miara ta jest stosunkiem pochodnych:
r(w) = -u”(w)/u’(w),
gdzie w jest początkowym bogactwem konsumenta. Największym problemem przy obliczaniu miary Arrowa – Pratta jest znalezienie wzoru funkcji użyteczności konsumenta.

## W mózgu
Postawy wobec ryzyka wzbudziły zainteresowanie w dziedzinie neuroekonomii i ekonomii behawioralnej. Badanie przeprowadzone w 2009 roku przez Christopoulosa i wsp. sugerowało, że aktywność określonego obszaru mózgu (prawy dolny przedni zwój mózgu) koreluje z awersją do ryzyka, przy czym większa liczba uczestników awersji do ryzyka (tj. tych, którzy mają wyższe premie za ryzyko) ma również wyższe reakcje na bezpieczniejsze opcje. Wynik ten jest zbieżny z innymi badaniami, które pokazują, że neuromodulacja tego samego obszaru powoduje, że uczestnicy dokonują mniej lub bardziej awersyjnych wyborów, w zależności od tego, czy modulacja zwiększa czy zmniejsza aktywność obszaru docelowego.

## Zrozumienie społeczne i ryzyko w działalności społecznej
W rzeczywistym świecie wiele agencji rządowych, np. Health and Safety Executive, niechętnie podejmuje ryzyko w ramach swojego pełnomocnictwa. Często oznacza to, że żądają one (z mocą prawną) minimalizacji ryzyka, nawet kosztem utraty użyteczności ryzykownej działalności. Przy ograniczaniu ryzyka ważne jest uwzględnienie kosztów alternatywnych; kosztów niepodejmowania ryzykownych działań. Pisanie przepisów prawnych koncentrujących się na ryzyku bez zachowania równowagi w zakresie użyteczności publicznej może wprowadzać w błąd cele społeczeństwa. Społeczne rozumienie ryzyka, które wpływa na decyzje polityczne, jest obszarem, który został ostatnio uznany za zasługujący na uwagę. W 2007 roku Uniwersytet w Cambridge zainicjował „Winton Professorship of the Public Understanding of Risk”, którego rola została określona przez, pierwszego profesora programu, Davida Spiegelhaltera, jako pomoc naukowa, a nie tradycyjne badania naukowe.
Dzieci
Usługi dla dzieci, takie jak szkoły i place zabaw, stały się przedmiotem planowania, które w znacznym stopniu zapobiega ryzyku, co oznacza, że dzieci często nie mogą korzystać z zajęć, które w innym przypadku byłyby dla nich korzystne. Wiele placów zabaw zostało wyposażonych w maty absorbujące uderzenia. Są one jednak zaprojektowane tylko po to, by uchronić dzieci przed śmiercią w przypadku bezpośredniego upadku na głowę i nie osiągają swoich głównych celów. Są one kosztowne, co oznacza, że mniej środków jest dostępnych na inne sposoby przynoszenia korzyści użytkownikom (np. budowa placu zabaw bliżej domu dziecka, zmniejszenie ryzyka wypadku drogowego w drodze do niego), a niektóre dzieci mogą próbować podejmować bardziej niebezpieczne działania, mając zaufanie do sztucznej nawierzchni. Shiela Sage, wczesnoszkolna doradczyni, zauważa: „Dzieci, które zawsze są trzymane tylko w bardzo bezpiecznych miejscach, nie są tymi, które są w stanie rozwiązać problemy dla siebie. Dzieci muszą podjąć pewne ryzyko ... aby wiedziały, jak wydostać się z sytuacji”
Szczepionki
Szczepionka chroniąca dzieci przed trzema powszechnymi chorobami: odrą, świnką i różyczką została opracowana i zalecana dla wszystkich dzieci w kilku krajach, w tym w Wielkiej Brytanii. Pojawiły się jednak kontrowersje wokół fałszywych zarzutów, że szczepionka ta spowodowała autyzm. Ten domniemany związek przyczynowy został obalony przez Madsen i wsp., a lekarz, który wystąpił z tymi zarzutami, został wydalony z Generalnej Rady Lekarskiej. Jednak wiele lat po obaleniu tych zarzutów niektórzy rodzice chcieli zapobiec ryzyku spowodowania autyzmu u własnych dzieci i zamiast tego zdecydowali się przeznaczyć znaczne kwoty własnych pieniędzy na alternatywne rozwiązania oferowane przez lekarzy prywatnych. Te alternatywy niosły ze sobą własne ryzyko, które nie było sprawiedliwie zrównoważone, najczęściej, że dzieci nie były odpowiednio uodpornione na bardziej powszechne choroby odry, świnki i różyczki.
Telefony komórkowe
Telefony komórkowe mogą nieść ze sobą pewne niewielkie zagrożenie dla zdrowia. Podczas gdy większość ludzi zaakceptowałaby to niepotwierdzone ryzyko, aby zyskać korzyści z lepszej komunikacji, inni nadal tak bardzo się boją, że tego nie robią. (Badanie kohortowe COSMOS nadal bada rzeczywiste ryzyko związane z telefonami komórkowymi).
Pokazy gier i inwestycje
Jedno z badań eksperymentalnych z uczniem-podmiotem grającym w grę w programie telewizyjnym „Deal or No Deal” stwierdza, że ludzie są bardziej ryzykowni w świetle reflektorów niż w otoczeniu typowego laboratorium zachowań. W zabiegach laboratoryjnych, badani podejmowali decyzje w standardowym, skomputeryzowanym środowisku laboratoryjnym, typowo stosowanym w eksperymentach behawioralnych. W trakcie zabiegów w świetle reflektorów, uczestnicy dokonywali wyborów w symulowanym środowisku pokazów gier, które obejmowało żywą publiczność, gospodarza pokazu gier oraz kamery wideo. Zgodnie z tym, badania nad zachowaniami inwestorów wykazują, że inwestorzy dokonują coraz bardziej spekulacyjnych transakcji po przejściu z handlu telefonicznego na internetowy oraz że inwestorzy mają tendencję do utrzymywania swoich podstawowych inwestycji u tradycyjnych brokerów i wykorzystują niewielką część swojego majątku do spekulacji online.